# 弗莱明顿 (新泽西州)
弗莱明顿是美國新澤西州亨特登縣的縣治。根據2010年人口普查，本城共有人口4,581人，相對2000年來說上升了381人，即上升了9.1%。而2000年的人口相對1990年來說亦上升了153人，即上升了3.8%。

## 地理
弗莱明顿的座標為40°30′31″N 74°51′36″W / 40.508651°N 74.860113°W（40.508651,-74.860113）。根據2000年人口普查，本城面積為1.077平方英里（2.79平方），沒有水域。